# 貝瑟默 (密歇根州)
貝瑟默（英語：Bessemer）是一個位於美國密歇根州戈吉比克縣的城市。根據2010年美國人口普查，該地共人口1905人，而該地的面積約為14.24平方千米。同時該地也是戈吉比克縣的縣治。

## 地理
貝瑟默的座標為46°28′41″N 90°03′05″W / 46.47806°N 90.05139°W，而該地的平均海拔高度為434米（即1424英尺）。